# 大都会岡山
大都会岡山（だいとかいおかやま）は岡山県岡山市を大都会とネタにした2ちゃんねる発祥のネットスラング。

## 経緯
「大都会岡山」ネタは2ちゃんねるの「地理お国自慢板」が初出である。当時地理お国自慢板では札仙広福が弄られており、この四都市は互いに対立しつつも他の都市(三大都市など)から弄られると協力し合う関係であった。しかしその関係に対し一部の北九州市民と岡山市民は怒り、岡山市民は同じ中国地方に属している地方中枢都市である広島市に対し「広島市は中国地方で一番人口が多い政令指定都市だが、山陰や四国には行きにくく、それに対して岡山市は車や鉄道で山陰や四国に広島より早く行けるなど交通網では広島市を超えている」と攻撃。それに対して広島市民は「岡山市は所詮乗り換え、通過点であり、駅の外に何があるかわからない」と反論。これには岡山市も反論ができなかった。

### ザ・ハヤシバラシティ構想
しかし岡山市に本社を構えるバイオ企業林原グループ（現・ナガセヴィータ）が2002年に「ザ・ハヤシバラシティ」構想を発表。1500億円という大金を投じ岡山駅南の広大な土地に数棟の超高層ビル、博物館、美術館、百貨店やホテルなどを建設する巨大プロジェクトであった。すると一転、「岡山市が中国地方の中心になる」と盛り上がりを見せる。そんな岡山市民に対し他市民は岡山をネタとして面白がる言葉として生まれたのが「大都会岡山」である。そのネタは2ちゃんねる全体に広がり、地域ネタの一つとして定着した。
その後2006年にNHK教育の番組「トップランナー」に出演していたアンジェラ・アキが、「徳島県出身の自分からすると岡山市は大都会に見えた」と発言し、それがインターネットに広がるきっかけになった。そのためアンジェラ・アキの発言が「大都会岡山」のネタの元になっていると言われることがある。

## 行政の反応
岡山市はこのネタを利用し「岡山市は大都会である」といったPRをしている。2013年2月、岡山市は「伝説の岡山市」と題したPR動画を市の特設サイトで公開、動画の中で「岡山市は、大都会である」というテーマを取り上げた。「大都会岡山」という呼称がネットで流行していることを受けたもので、市の担当者は「大都会ではない」と否定したものの、動画に登場する「大都会カレー」が市役所地下食堂の2月限定メニューとして実際に登場した。
伊原木隆太岡山県知事は「埋没するよりネタにされてるほうがいいと思うんです」と語った。大森雅夫岡山市長は「大都会岡山」に対し「すごいねー」と感心し「注目されるのは悪くない。盛り上がるなら活用してもいいじゃん」と語った。

## 現実
岡山市は2024年元日時点で約72万人が暮らしており、日本全国では19番目、中国地方では広島市に次ぐ二番目に人口規模が大きい。岡山市は2009年4月1日に全国で18番目の政令指定都市になった。また岡山都市圏は中四国地方最大で日本で6番目の人口のある都市雇用圏を持つ。林原グループは、2010年末に不正経理による債務超過が発覚し、金融機関から融資の継続がされなくなった。2011年に経営破綻し、ハヤシバラシティ構想も頓挫した。ハヤシバラシティが計画されていた土地にはイオンモール岡山が建っている。

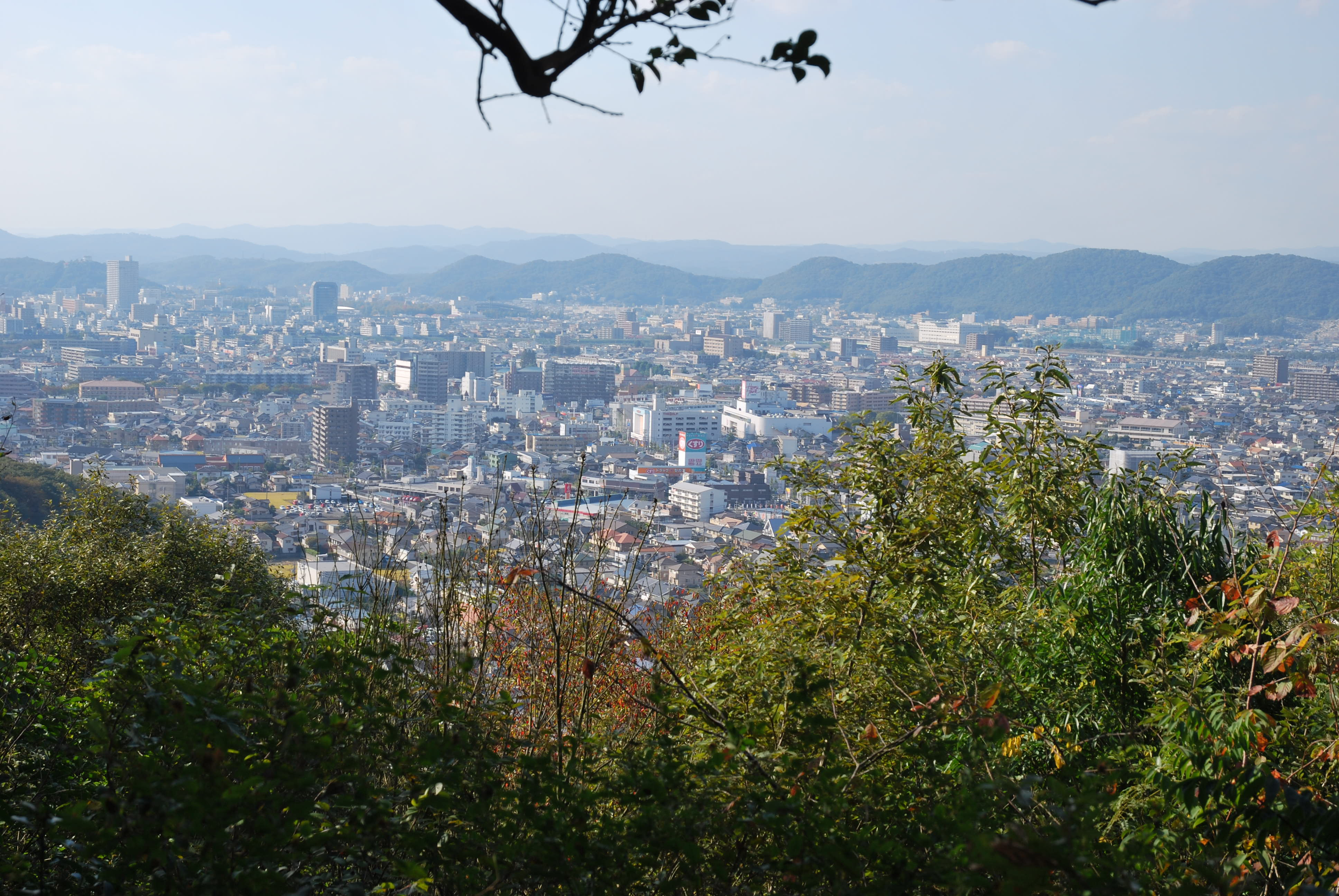
明禅寺城本丸址から望む岡山市街
岡山市中心部の空撮
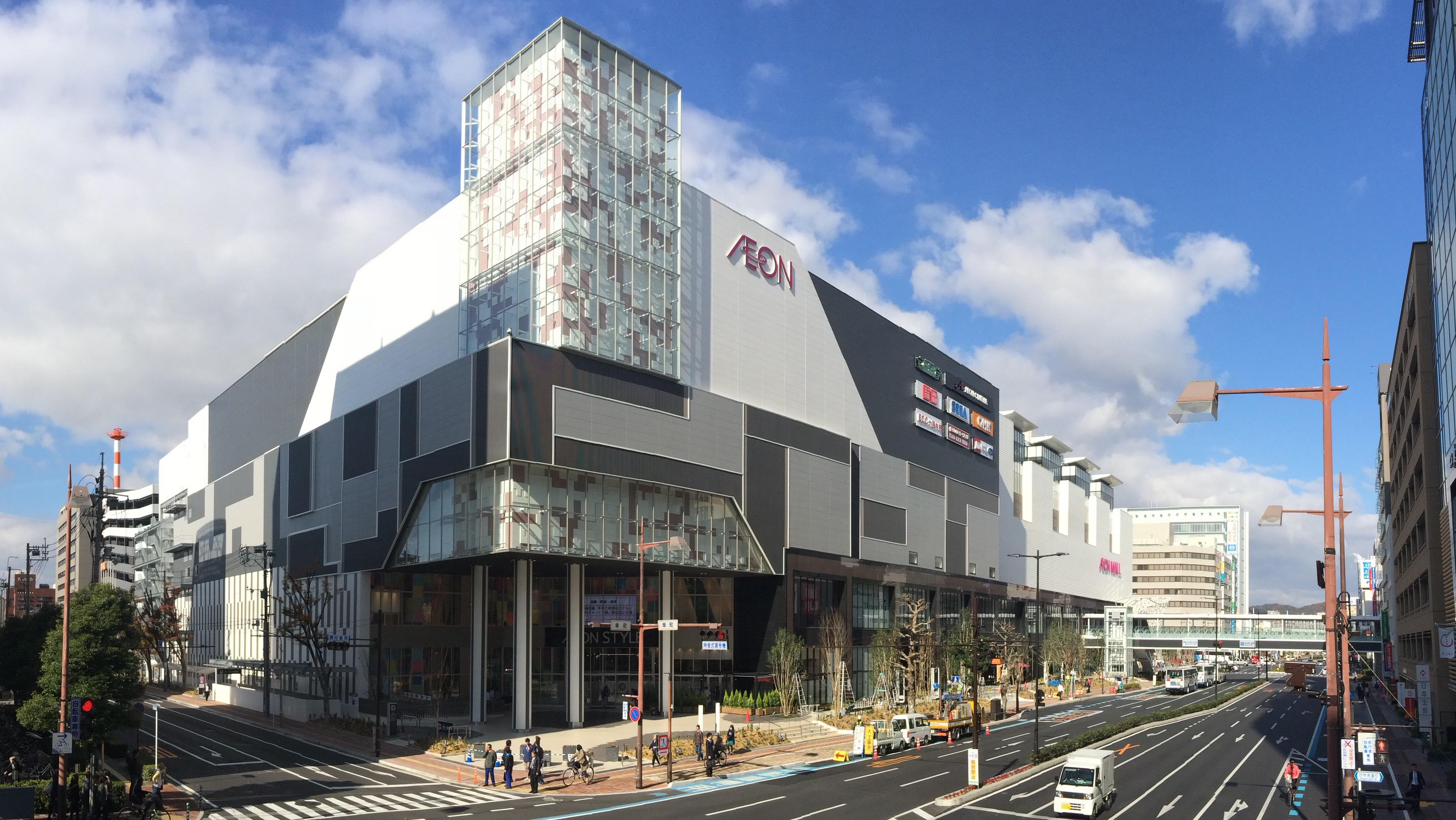
イオンモール岡山